# Kwasy porostowe
Kwasy porostowe – wytwarzane przez porosty związki organiczne będące metabolitami wtórnymi. Są pochodnymi kwasów tłuszczowych i fenoli. Znajdują się na zewnętrznej stronie strzępek porostów w postaci kryształków o różnej barwie.
Kwasy porostowe pełnią dla porostów rolę obronną, m.in. hamują rozwój mikroorganizmów i pasożytniczych grzybów, niektóre mają własności bakteriobójcze (np. kwas usninowy), niektóre są trujące (np. kwas wulpinowy). Są one specyficzne tylko dla porostów, a niektóre ich rodzaje tylko dla niektórych gatunków porostów, dzięki temu wykorzystuje się je przy identyfikacji tych gatunków. Są to tzw. reakcje barwne porostów. Kwasy porostowe nadają własności lecznicze niektórym gatunkom porostów. Gatunki te wykorzystywane są w ziołolecznictwie i medycynie ludowej oraz w farmakologii do produkcji niektórych lekarstw – np. mieszanek przeciwkaszlowych (pectosol) i galaretek wzmacniających przemianę materii.
Opisano ponad 350 różnych kwasów porostowych, m.in. są to: kwas usninowy, kwas wulpinowy, kwas gyroforowy, kwas lekanorowy, kwas tamnoliowy, kwas fumaroprotocetrariowy.